# Lagaroceras cogani
Lagaroceras cogani är en tvåvingeart som beskrevs av Deeming 1981. Lagaroceras cogani ingår i släktet Lagaroceras och familjen fritflugor.
Artens utbredningsområde är Namibia. Inga underarter finns listade i Catalogue of Life.